# Gino Caviezel
Pour les articles homonymes, voir Caviezel.
Gino Caviezel est un skieur alpin suisse né le 23 juin 1992 à Tumegl/Tomils, dans le canton des Grisons. Sa discipline de prédilection est le slalom géant. Son frère Mauro Caviezel est également skieur alpin professionnel.

## Biographie
Membre du club de Beverin, il commence sa carrière dans des courses FIS en 2007.
Il prend son premier départ en Coupe du monde en décembre 2011 à Alta Badia et marque ses premiers points en janvier 2013 au slalom géant d'Adelboden (11e).
En 2013, Gino Caviezel gagne la médaille d'argent lors de l'épreuve de combiné des championnats du monde juniors.
Le 13 décembre 2014, il obtient le meilleur résultat de sa carrière en Coupe du monde en prenant la 11e place du slalom géant d'Åre, en Suède. Il termine une semaine plus tard neuvième du slalom géant d'Alta Badia. À l'aise en parallèle, il termine septième dans cette station en 2016 et 2017, ainsi que sixième en 2018.
Il a participé aux Jeux olympiques en 2014 (30e en slalom géant) et 2018 (15e en slalom géant). 
À partir de la saison 2018-2019, Gino Caviezel obtient ses premiers résultats significatifs en super G et combiné, signant ses premiers top dix en 2019-2020, avec une huitième place à Bormio (combiné) et une dixième place à Hinterstoder (super G).
Il obtient son premier podium en Coupe du monde lors du slalom géant d'ouverture de la saison 2020-2021 à Sölden en terminant 3e après avoir réalisé le meilleur temps en première manche.
Vice-champion de Suisse de Super G le 25 mars 2022, derrière Justin Murisier.

## Palmarès

### Jeux olympiques
| Édition / Épreuve   | Slalom géant | Super G |
| ------------------- | ------------ | ------- |
| JO 2014 Sotchi      | 30e          |         |
| JO 2018 Pyeongchang | 15e          |         |
| JO 2022 Pékin       | 7e           | 16e     |

### Championnats du monde
| Édition / Épreuve                 | Slalom géant | Super G | Combiné | Parallèle                        |
| --------------------------------- | ------------ | ------- | ------- | -------------------------------- |
| Mondiaux 2013 Schladming          | 15e          | -       | -       | Épreuve inexistante à cette date |
| Mondiaux 2015 Vail - Beaver Creek | 30e          | -       | -       | Épreuve inexistante à cette date |
| Mondiaux 2017 Saint-Moritz        | 15e          | -       | -       | Épreuve inexistante à cette date |
| Mondiaux 2019 Åre                 | Abandon      | -       | -       | Épreuve inexistante à cette date |
| Mondiaux 2021 Cortina d'Ampezzo   | Abandon      | -       | Abandon | Abandon                          |
| Mondiaux 2023 Courchevel-Méribel  | -            | Abandon | -       | -                                |

### Coupe du monde
- Première course : 18 décembre 2011, géant, Alta Badia, DNF1
- Premier top30 :  12 janvier 2013, géant, Adelboden, 11ème.
- Premier top10 : 21 décembre 2014, géant, Alta Badia, 9ème.
- Meilleur résultat : 2e, géant de Schladming, 25 janvier 2023.
- Meilleur classement général : 13e en 2023.

#### Classements par saison
| Saison/Classement | Général | Général | Slalom géant | Slalom géant | Super G | Super G | Combiné | Combiné | Parallèle | Parallèle |
| Saison/Classement | Class.  | Points  | Class.       | Points       | Class.  | Points  | Class.  | Points  | Class.    | Points    |
| ----------------- | ------- | ------- | ------------ | ------------ | ------- | ------- | ------- | ------- | --------- | --------- |
| 2012-2013         | 103e    | 24      | 35e          | 24           | -       | -       | -       | -       | -         | -         |
| 2013-2014         | 106e    | 25      | 34e          | 25           | -       | -       | -       | -       | -         | -         |
| 2014-2015         | 53e     | 137     | 13e          | 137          | -       | -       | -       | -       | -         | -         |
| 2015-2016         | 67e     | 131     | 22e          | 131          | -       | -       | -       | -       | -         | -         |
| 2016-2017         | 72e     | 92      | 22e          | 92           | -       | -       | -       | -       | -         | -         |
| 2017-2018         | 80e     | 57      | 26e          | 57           | -       | -       | -       | -       | -         | -         |
| 2018-2019         | 48e     | 169     | 17e          | 148          | 53e     | 5       | 27e     | 16      | -         | -         |
| 2019-2020         | 32e     | 231     | 14e          | 138          | 25e     | 50      | 15e     | 43      | -         | -         |
| 2020-2021         | 21e     | 319     | 12e          | 215          | 25e     | 64      | -       | -       | 6e        | 40        |
| 2021-2022         | 16e     | 366     | 10e          | 216          | 11e     | 139     | -       | -       | 20e       | 11        |
| 2022-2023         | 13e     | 438     | 8e           | 277          | 11e     | 161     | -       | -       | -         | -         |

### Championnats du monde junior
| Édition / Épreuve         | Descente | Super G | Slalom géant | Slalom  | Combiné |
| ------------------------- | -------- | ------- | ------------ | ------- | ------- |
| Mondiaux 2012 Roccaraso   | Abandon  | 5e      | 18e          | Abandon | -       |
| Mondiaux 2013 Mt Ste-Anne | 11e      | 7e      | 8e           | 9e      | Argent  |

### Coupe d'Europe
- 7e du classement général en 2014.
- 5e du classement de super G en 2019.
- 11 podiums, dont 2 victoires (1 en slalom géant, 1 en super G).

### Championnats de Suisse
Champion de géant 2017
 Champion de super G 2017
 Vice-champion de Super G 2012
 Vice-champion de géant 2013
 Vice-champion de géant 2014
 Vice-champion de descente 2019
 Vice-champion de Super G 2022
 Troisième du combiné 2015
 Troisième du slalom 2015